# Davide Marotti
Davide Marotti (Naples, 1er janvier 1881 - 18 juillet 1940) est un joueur d'échecs et professeur de philosophie italien. 

## Carrière échiquéenne
La première victoire de Davide Marotti date de 1901. 
Obtenant de temps à autre de bons résultats à divers championnats, il remporte le premier Championnat d'échecs d'Italie en 1921 à Viareggio, terminant devant Leone Singer, de Trieste. Il participe en 1922 à un tournoi à Londres où il est vaincu par le Champion du monde Capablanca. Lors du championnat suivant, en 1923 à Naples, il est battu par Rosselli. Marotti a décrit ce match dans une brochure publiée la même année.

Voici une victoire de Marotti (en notation algébrique) :
Davide Marotti - Giovanni Cenni (Rome, 1911)

1.e4 e5 2.Cf3 Cc6 3.Fc4 Fc5 4.b4 Fb6 5.b5 Ca5 6.Cxe5 Ch6 7.d4 d6 8.Fxh6 gxh6 9.Df3 Tf8 10.Fxf7+ Re7 11.Cc3 Fe6 12.Dg4 Txf7 13.Dh4+ Tf6 14.Cf3 Rd7 15.d5 Fg8 16.e5 Tg6 17.Dh3+ Re8 18.O-O Dd7 19.e6 Dg7 20.Ce4 Cc4 21.Ch4 Ce5 22.Rh1 Cg4 23.Cxg6 Dxg6 24.Dxg4 Fd4 25.Cxd6+ 1-0